# Porte-parole
Pour les articles homonymes, voir Parole (homonymie).
Un porte-parole est une personne dont le rôle est de prendre la parole au nom des autres.
Dans le monde particulièrement sensible aux médias, de nombreuses organisations, qu'elles soient privées (entreprises, partis politiques, associations) ou publiques (gouvernement), ou des individus (célébrités), emploient généralement des professionnels qui ont reçu une formation en journalisme, communication et en relations publiques.
Leur rôle est de veiller à ce que les annonces soient faites de la manière la plus appropriée et en recherchant à maximiser l'impact favorable des messages (et donc de minimiser l'impact défavorable).